# Bledisloe Cup 1985
La Bledisloe Cup 1985 venne assegnata su una sola partita disputata in Nuova Zelanda, al termine del quale gli All Blacks conservarono il titolo.

## Tabellino
| Arbitro: | David Burnett |

| |            | |
| Green | mt         | Black |
| | tr         | Lynagh |
| Crowley 2 | c.p.       | Lynagh |
| 15.Kieran Crowley 14.John Kirwan 13.Steve Pokere 12.Warwick Taylor 11.Craig Green 10.Wayne Smith 9.David Kirk 8.Murray Mexted 7.Jock Hobbs 6.Mark Shaw 5.Gary Whetton 4.Murray Pierce 3.Gary Knight 2.Andy Dalton(cap) 1.John Ashworth sostituti: Alan Whetton | Formazioni | 15.Roger Gould 14.Peter Grigg 13.James Black 12.Tim Lane 11.Matthew Burke 10.Michael Lynagh 9.Nick Farr-Jones 8.Steve Tuynman 7.David Codey 6.Simon Poidevin 5.Steve Williams(cap) 4.Steve Cutler 3.Andy McIntyre 2.Tom Lawton 1.Enrique Rodríguez |